# Aeroporto di Sciato
L'Aeroporto di Sciato "Alexandros Papadiamantis" (IATA: JSI, ICAO: LGSK) è un aeroporto greco situato sull'isola di Sciato, nell'arcipelago delle Sporadi Settentrionali. Durante la stagione estiva è servito da voli internazionali di linea e charter operati da varie compagnie aeree.
L'aeroporto è noto a causa della lunghezza ridotta della pista, che vede gli aerei in fase di atterraggio costretti a transitare a bassissima quota sopra ad una strada pubblica adiacente, e per questo viene spesso paragonato all'aeroporto internazionale "Principessa Giuliana" di Saint Martin.